# Associação de Futebol da Ilha de Niue
A Associação de Futebol da Ilha de Niue (em inglês: Niue Island Soccer Association, ou NISA) é o órgão dirigente do futebol em Niue. Ela é a responsável pela organização dos campeonatos disputados no país, bem como da Seleção Nacional, apesar de não poder disputar competições oficiais da FIFA por não ser afiliada a mesma.